# Кизил-Юлдуз (Ішимбайський район)
Кизи́л-Юлду́з (рос. Кызыл-Юлдуз, башк. Кызыл-Юлдуз) — присілок у складі Ішимбайського району Башкортостану, Росія. Входить до складу Байгузінської сільської ради.
Населення — 22 особи (2010; 15 в 2002).
Національний склад:
- башкири — 46%
- татари — 40%